# Ashley Greene
Ashley Michele Greene (Jacksonville, 21 febbraio 1987) è un'attrice statunitense.

## Biografia
Ashley Greene è nata a Jacksonville, Florida da Joe e Michelle Greene, ed ha frequentato la Wolfson High School.
Si è trasferita a Los Angeles, in California a 17 anni per intraprendere la carriera di attrice. La Greene ha un fratello, Joe, che vive a Jacksonville con i suoi genitori.

### Carriera
Ashley Greene aveva inizialmente intenzione di diventare modella, ma per la bassa statura le fu consigliato di indirizzarsi verso il settore della pubblicità. Durante gli studi come modella pubblicitaria, scoprì però di preferire la recitazione.
A 17 anni si diplomò precocemente e si trasferì a Los Angeles per diventare attrice.
Ashley ha partecipato al video musicale Kiss Me, Kill Me dei Mest ed è apparsa come ospite a molti famosi programmi televisivi, come Punk'd, Crossing Jordan, nel telefilm Desire nel 2006 e in una pubblicità di iPod.
Nel 2007 prende parte alla serie televisiva Shark e Otis e nel film Alla scoperta di Charlie accanto a Michael Douglas ed Evan Rachel Wood.
La sua grande occasione arriva nel 2008 quando interpreta Alice Cullen in Twilight, un film basato sul libro di Stephenie Meyer.
Nel 2009 torna sul grande schermo, di nuovo nei panni di Alice Cullen, in The Twilight Saga: New Moon, appare in Radio Free Albemuth e comincia le riprese del film drammatico A Warrior's Heart, diretto da Michael F. Sears dove si ritrova a recitare di nuovo accanto al suo collega Kellan Lutz che in Twilight interpreta suo fratello Emmett Cullen.[4] Nel 2010 interpreta ancora la vampira Cullen nel terzo capitolo The Twilight Saga: Eclipse; ruolo che ricopre anche in The Twilight Saga: Breaking Dawn - Parte 1, nel 2011, e lo ricopre anche in The Twilight Saga: Breaking Dawn - Parte 2 nel 2012. Ha recitato anche nel ruolo di Ashley in LOL - Pazza del mio migliore amico.
Ashley Greene è stata scelta come una dei 55 volti del futuro, da Nylon Magazine. Inoltre l'attrice è il volto di Stop Staring, un sito web che vende abiti.

### Vita privata
Il 10 agosto 2009 Ashley Greene è coinvolta in uno scandalo a causa di alcune foto che la ritraggono completamente nuda; l'attrice ha dichiarato di voler intraprendere un'azione legale, in quanto le foto sono state diffuse in Internet senza il suo consenso.
È sposata dal 6 luglio 2018 con l'attore Paul Khoury. e il 16 settembre 2022 nasce la prima figlia della coppia 

## Filmografia

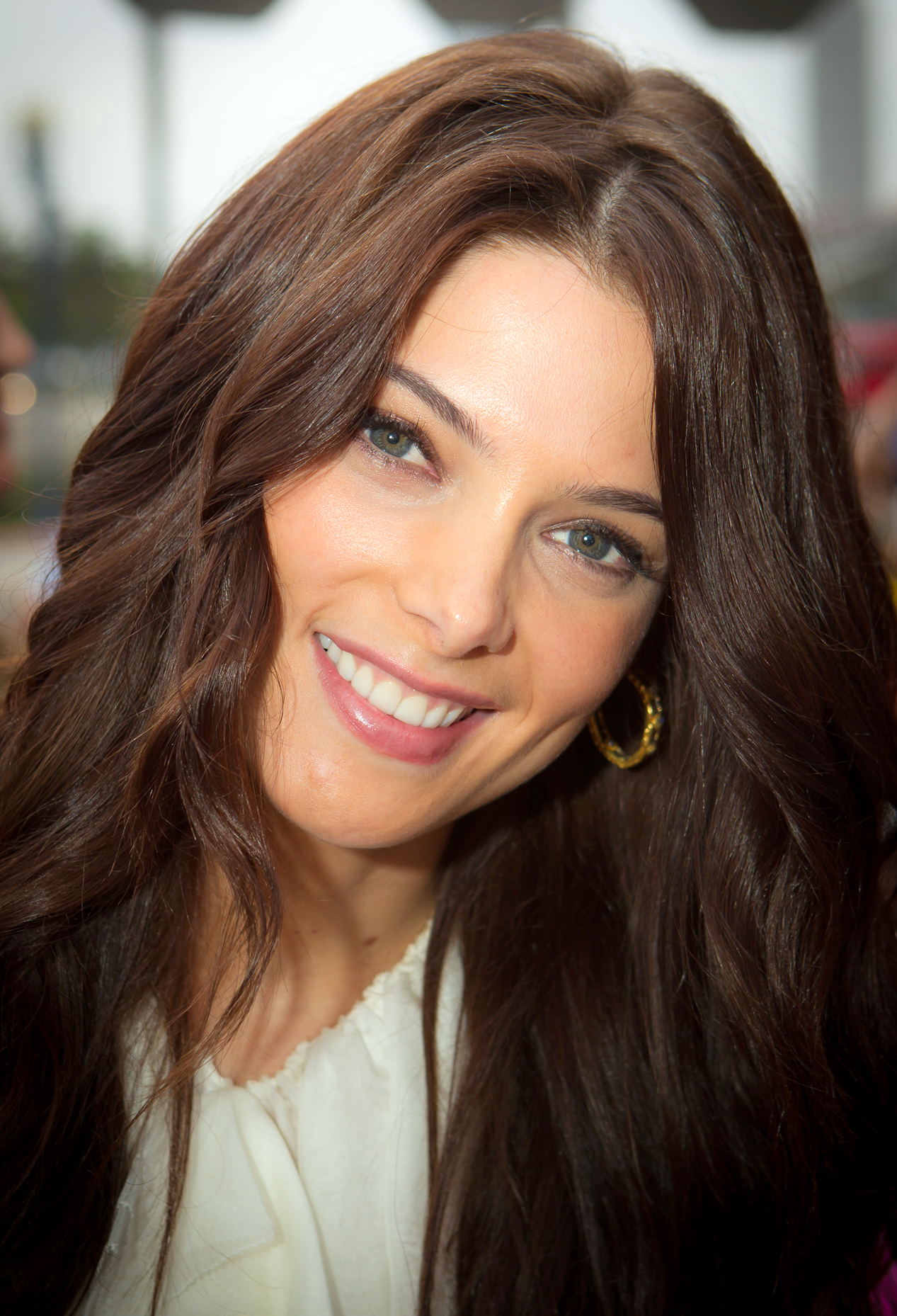
Ashley Greene nel 2011 al Comic-Con

### Cinema
- Alla scoperta di Charlie (King of California), regia di Mike Cahill (2007)
- Otis, regia di Tony Krantz (2008)
- Twilight, regia di Catherine Hardwicke (2008)
- Shrink, regia di Jonas Pate (2009)
- Summer's Moon, regia di Lee Demarbre (2009)
- The Twilight Saga: New Moon, regia di Chris Weitz (2009)
- Radio Free Albemuth, regia di John Alan Simon (2010)
- The Twilight Saga: Eclipse, regia di David Slade (2010)
- Skateland, regia di Anthony Burns (2010)
- A Warrior's heart, regia di Michael F. Sears (2011)
- The Twilight Saga: Breaking Dawn - Parte 1, regia di Bill Condon (2011)
- Butter, regia di Jim Field Smith (2011)
- LOL - Pazza del mio migliore amico (LOL: Laughing Out Loud), regia di Lisa Azuelos (2012)
- The Apparition, regia di Todd Lincoln (2012)
- The Twilight Saga: Breaking Dawn - Parte 2, regia di Bill Condon (2012)
- CBGB, regia di Randall Miller (2013)
- Wish I Was Here, regia di Zach Braff (2014)
- Kristy, regia di Oliver Blackburn (2014)
- Burying The Ex, regia di Joe Dante (2014)
- Estate a Staten Island (Staten Island Summer), regia di Rhys Thomas (2015)
- In Dubious Battle - Il coraggio degli ultimi (In Dubious Battle), regia di James Franco (2016)
- Urge, regia di Aaron Kaufman (2016)
- Accident Man, regia di Jesse V. Johnson (2018)
- Bombshell - La voce dello scandalo (Bombshell), regia di Jay Roach  (2019)
- Blackjack - The Jackie Ryan Story, regia di Danny A. Abeckaser (2020)
- Aftermath - Orrori dal passato (Aftermath), regia di Peter Winther (2021)
- Una sola possibilità (One Shot), regia di James Nunn (2021)
- The Immaculate Room, regia di Mukunda Michael Dewil (2022)
- Wrong Place, regia di Mike Burns (2022)
- Inside Man, regia di Danny A. Abeckaser (2023)
- Some Other Woman, regia di Joel David Moore (2023)
- Mio padre è un sicario (The Retirement Plan), regia di Tim Brown (2023)
- L'esorcismo di Emma Schmidt - The Ritual (The Ritual), regia di David Midell (2025)

### Televisione
- Punk'd – serie TV, 2 episodi (2005)
- Crossing Jordan – serie TV, episodio 5x11 (2006)
- MADtv – serie TV, episodio 11x17 (2006)
- Desire – serie TV, 7 episodi (2006)
- Shark - Giustizia a tutti i costi (Shark) – serie TV, episodio 2x12 (2008)
- Pan Am – serie TV, 5 episodi (2011-2012)
- Rogue – serie TV, 17 episodi (2016-2017)
- Il Natale che ho dimenticato (Christmas on My Mind), regia di Maclain Nelson - film TV (2019)

## Premi e candidature
Teen Choice Awards
- 2009: Premio - Miglior attrice esordiente femminile per Twilight
- 2010: Premio - Female Scene Stealer per The Twilight Saga: New Moon
- 2011: Premio - Female Scene Stealer per  The Twilight Saga: Eclipse

Scream Award
- 2009: Candidatura - Miglior attrice non protagonista per Twilight

Razzie Awards
- 2012: Candidatura - Miglior attrice non protagonista per The Twilight Saga: Breaking Dawn - Parte 2

## Doppiatrici italiane
Nelle versioni in italiano delle opere in cui ha recitato, Ashley Greene è stata doppiata da:
- Ilaria Latini in Twilight, The Twilight Saga: New Moon, Summer's Moon, The Twilight Saga: Eclipse, The Twilight Saga: Breaking Dawn - Parte 1, LOL - Pazza del mio migliore amico, The Apparition, The Twilight Saga: Breaking Dawn - Parte 2, Wish I Was Here, Wrong Place
- Domitilla D'Amico in Kristy, Il Natale che ho dimenticato
- Martina Felli in Mio padre è un sicario
- Federica De Bortoli in Burying the ex
- Benedetta Ponticelli in Pan Am
- Valentina Mari in Accident Man
- Sofia Porta ne L'Esorcismo di Emma Schmidt-The Ritual